# 중국물윗수염박쥐
중국물윗수염박쥐(Myotis laniger)는 애기박쥐과 윗수염박쥐속에 속하는 박쥐이다. 인도 동부 지역과 베트남, 중국의 숲 서식지에서 발견된다. 동굴과 나무 구멍 속에서 둥지 생활을 하는 것으로 간주하고 있다.